# Markgrevskabet Meissen
Markgrevskabet Meißen (tysk: Mark(grafschaft) Meißen) var et markgrevskab i det tysk-romerske rige i nutidens Fristaten Sachsen. Området blev udskilt fra markgrevskabet Marca Geronis i året 965, og det blev indlemmet i kurfyrstendømmet Sachsen i 1423.
Markgrevskabets områder øst for floderne Elben og Saale var beboet af slaviske folkeslag og blev nogle gange også kaldt Markgrevskabet Thüringen. Fra 830'erne indtil år 965 blev området også kaldt Limes Sorabicus eller «det sorbiske område» i territoriet Thüringen.
Oprindeligt var byen Meißen hovedstad. I 1270 blev Dresden hovedby i markgrevskabet.
51°09′49″N 13°28′39″Ø / 51.1636°N 13.4775°Ø